# Friederike Caroline Neuberová
Friederike Caroline Neuberová, rozená Friederike Caroline Weissenbornová, také známá jako Die Neuberin, (9. března 1697 Reichenbach im Vogtland – 30. listopadu 1760 kdesi u Drážďan), byla německá herečka, divadelní režisérkou a ředitelkou divadelní společnosti. Je považována za jednu z nejslavnějších hereček v historii německého divadla, která "ovlivnila vývoj moderního německého divadla."  Neuberová se také zasazovala o zlepšení sociální a umělecké situace německých herců a hereček. V herectví byla stoupenkyní naturalistického projevu. V době, kdy divadelní manažeři v Německu byli převážně muži, patřila Caroline Neuberová mezi pozoruhodně ambiciózní ženy a během své 25leté kariéry dokázala změnit divadelní historii, čímž se zařadila  mezi slavné muže své doby, jakými byli např. její manžel Johann, populární divadelní bavič Johann Müller, přední herec nadcházející generace Johann Schönemann, multi-talentovaný nováček Gotthold Ephraim Lessing, a hlavně Johann Christoph Gottsched."

## Život a dílo

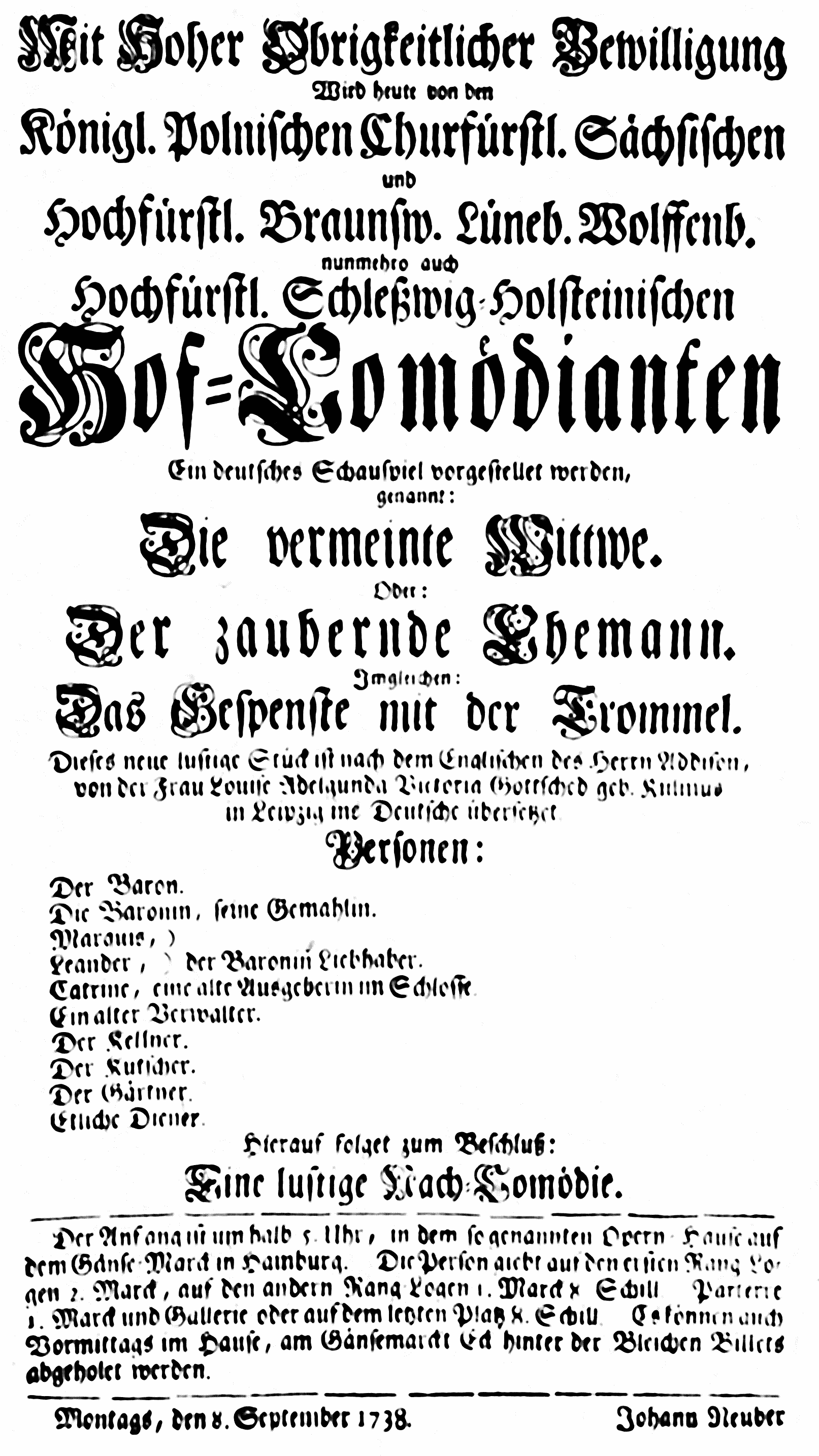
Program divadelní společnost Friederike Caroline Neuberové z 8. září 1738 v Hamburku.

### Mládí
Friederike Caroline Weissenbornová se narodila 9. března 1697 v Reichenbachu ve Vogtlandu Danielu Weissenbornovi a jeho manželce Anně Rosine. Její otec byl právní soudní inspektor, matka byla velmi vzdělaná. Od ní se Caroline naučila číst, psát a mluvit francouzsky. Její tyranský otec matku bil, a to až do její předčasné smrti v roce 1705. Caroline strávila zbytek svého dětství s otcem ve Zwickau, kde žila od roku 1702 do roku 1717. Ke Caroline byl zřejmě otec stejně hrubý jako k matce; jizvu na tváři lze zřejmě přičíst tomuto zacházení. Tomu také odpovídá fakt, že se Caroline už ve svých 15 letech pokusila o útěk z domova. Nicméně až ve věku 20 let, v roce 1717 utekla z domova s Johannem Neuberem, úředníkem, který pracoval pro jejího otce. Milenci byli sezdáni o rok později v roce 1718. Společně se Neubers vyučili hereckému řemeslu v kočovných společnostech Christiana Spiegelberga (1717–22) a Karla Caspara Haacka (1722–25).

### Vlastní divadelní soubor
V roce 1727, spolu s manželem založila vlastní hereckou společnost, která se stala líhní talentovaných herců a budoucích zakladatelů vlastních souborů. Téhož roku získala jejich společnost patent od kurfiřta Saského Fridricha Augusta I., který ji umožnil účinkovat v Lipsku na velikonočním jarmarku.  Soubor pak podle záznamů hrál v devatenácti městech od Varšavy, přes Kiel až po Štrasburk, nejčastěji však hráli v Drážďanech, Hamburku a Lipsku. Přestože přesný repertoár společnosti není zdokumentovaný, existuje záznam o počtu představení za osm měsíců roku 1735, od 8. dubna do 5. prosince – v tomto období sehrál soubor sedmdesát pět her (jak komedií tak tragédií) ve 203 reprízách. Nad to je ve stejném období zaznamenáno, že bylo odehráno 93 tzv. Nachspiele (krátká hra, obvykle po delší komedii či tragédii) ve 107 reprízách. 

### Spolupráce s J. C. Gottschedem
V roce 1725 přitáhly herecké schopnosti Frau Neuber pozornost Johanna Christopha Gottscheda, kritika a divadelního reformátora, který se orientoval na klasické francouzské tragédie a komedie. Po celou další kariéru se Neuberová snažila šířit slávu francouzského dramatu v Německu a úzce spolupracovala s Gottschedem a jeho manželka Luisou na pozvednutí úrovně německého divadla. Gottsched byl první, který ji nazval "Die Neuberin". Divadelní partnerství mezi Caroline Neuberovou a Johannem Gottschedem trvalo až do roku 1739 a obvykle se považuje za zlomový bod v historii německého divadla a začátek moderního německého herectví.

### Konec Hanswursta
V roce 1736 přišla Carolina Neuberová do Frankfurtu nad Mohanem s úmyslem ovládnout jeviště na náměstí Liebfrauenberg s kvalitním divadlem. Tím bylo myšleno klasické drama v německých imitacích, které se vyhýbá vulgárním scénám, jež v zemi zpopularizovala postava Harlekina, který se v lidové imitaci objevuje pod německým jménem Hanswurst. Díky této snaze se obliba vyššího dramatu opravdu šířila a předstihla i popularitu commedie dell′arte. V roce 1737 se Neuberová odhodlala dokonce k symbolickému zákazu vstupu Hanswurstovi na jeviště, který je dodnes považován za zlomovou událost, kdy německé lidové divadlo (tzv. "Stegreiftheater") ustoupilo buržoaznímu vkusu.

### Partnerství s Lessingem
Neuberové je připisován objev dramatického talentu u Gottholda Ephraima Lessinga, který je mnohými historiky označován za prvního dramaturga v dějinách divadla. Jeho zájem o drama se zvýšil po setkání s Neuberovou, přeložil pro ni několik francouzských her a nakonec napsal i svou první vlastní, komedii Mladý učenec (Der junge Gelehrte, 1747), kterou pro něj Neuberová uvedla v roce 1748.

## Odkaz

### Caroline Neuber(drama)
Caroline Neuber, často uváděná pod názvem Die Neubrin, je životopisné drama od Eberharda Keindorffa a Gunthera Weisenborna. Hra byla napsána pro herečku Agnes Straubovou. Hra měla premiéru v sezóně 1934/35, na začátku období Třetí říše v Berlíně (byla povolena cenzurou, přestože v ní jsou konfrontovány některé předsudky nacistické éry a parabolicky se dá na ní nazírat i jako na odsouzení nacismu jako takového, censoři v ní ovšem naopak viděli poctu reformátorce divadla, jež připravovala půdu pro naciolnálně socialistickou reformu divadla).

### Cena Caroline Neuberové
Od roku 1998 uděluje město Lipsko ob rok v den jejích narozenin Cenu Caroliny Neuberové spojenou s finanční odměnou ve výši 6 000 Euro. Cena je udělována herečkám z německy mluvících zemí za nové rozměry hereckého umění. Dosavadními laureátkami jsou Monika Gintersdorfer, Jutta Hoffmann, Inge Keller, Konstanze Lauterbach, Nele Hertling, Karin Henkel, Sasha Waltz a Ann-Elisabeth Wolff.

## Galerie

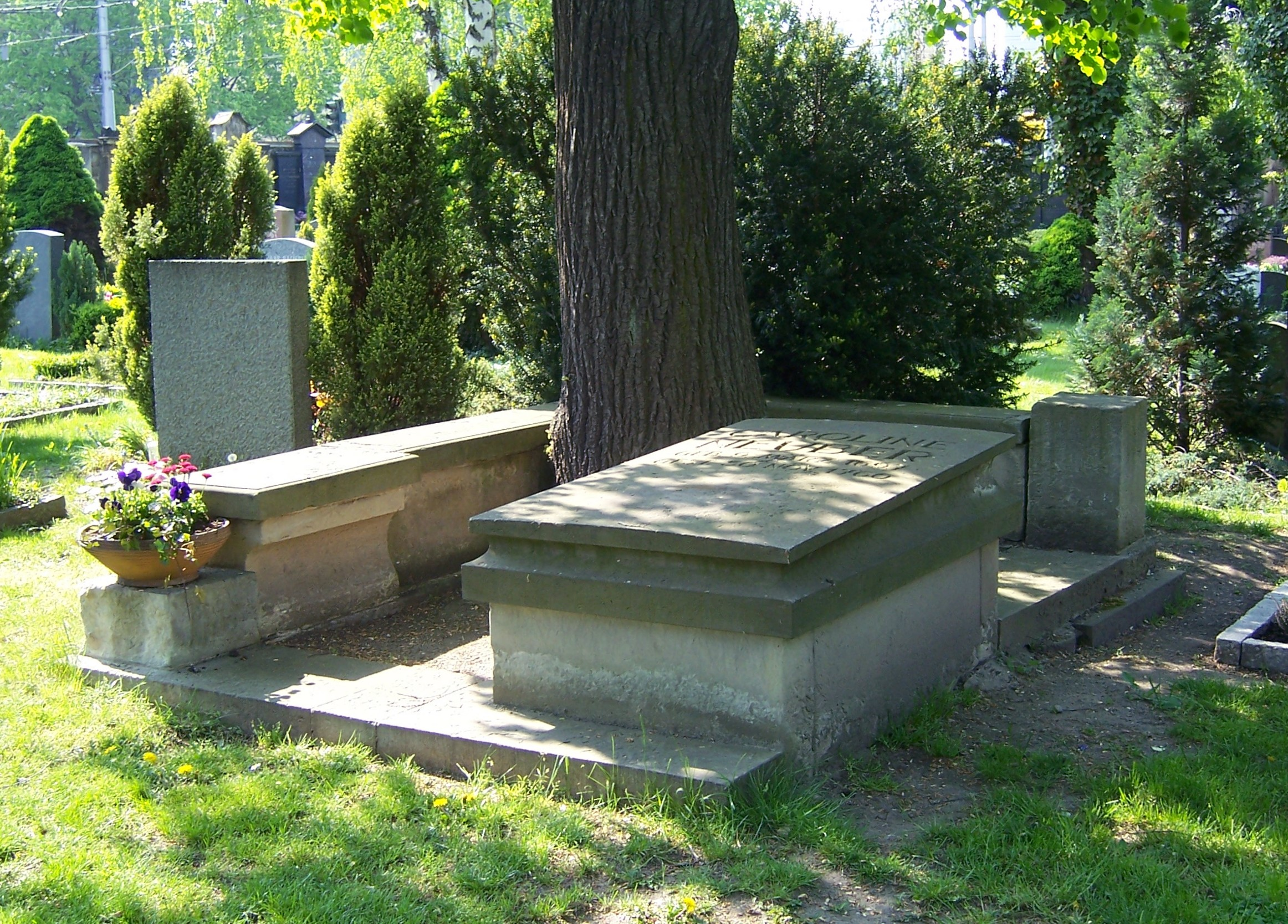
Hrob Friederiky Caroliny Neuberové v Drážďanech (Leuben)
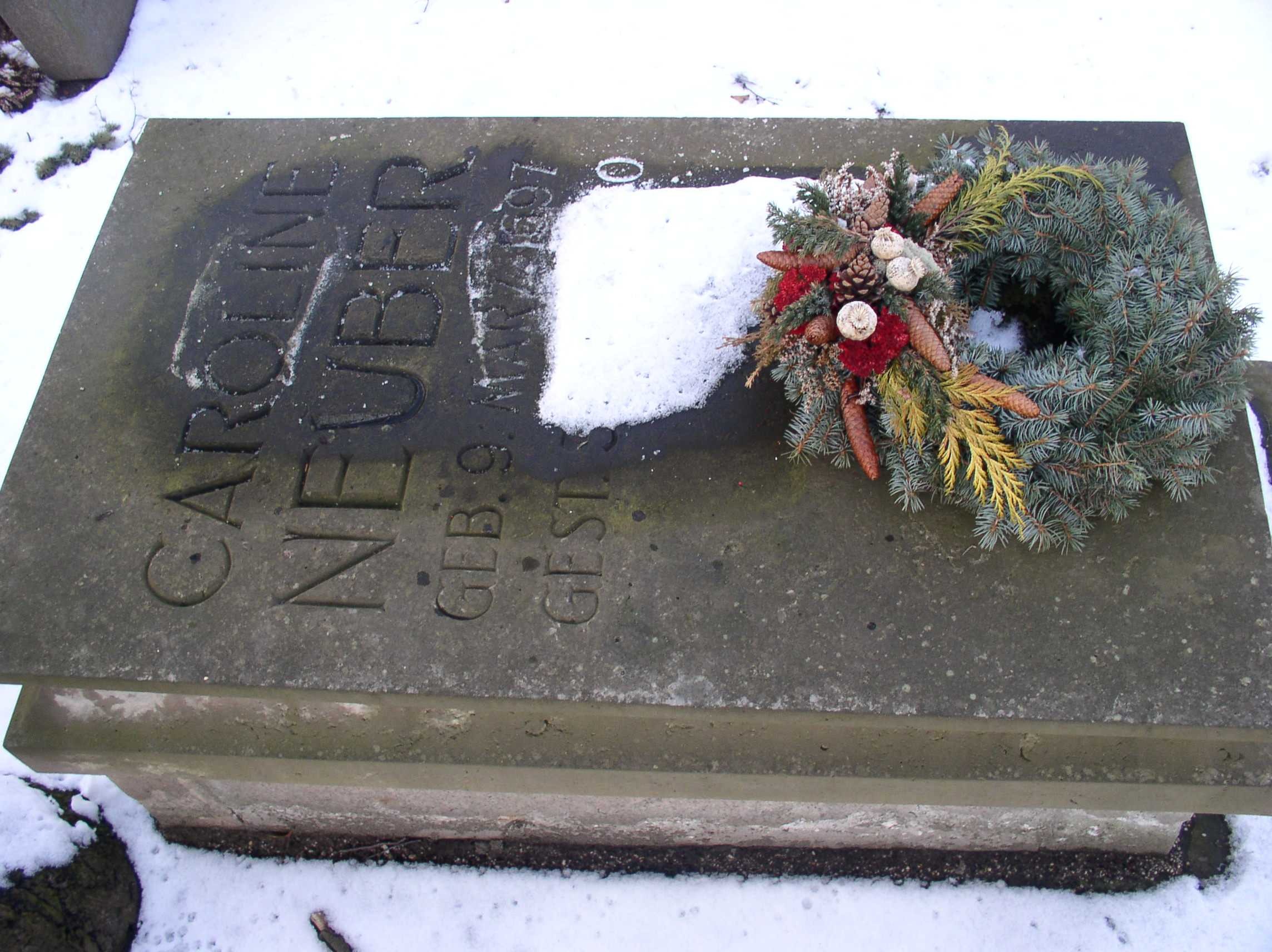
Detail náhrobku
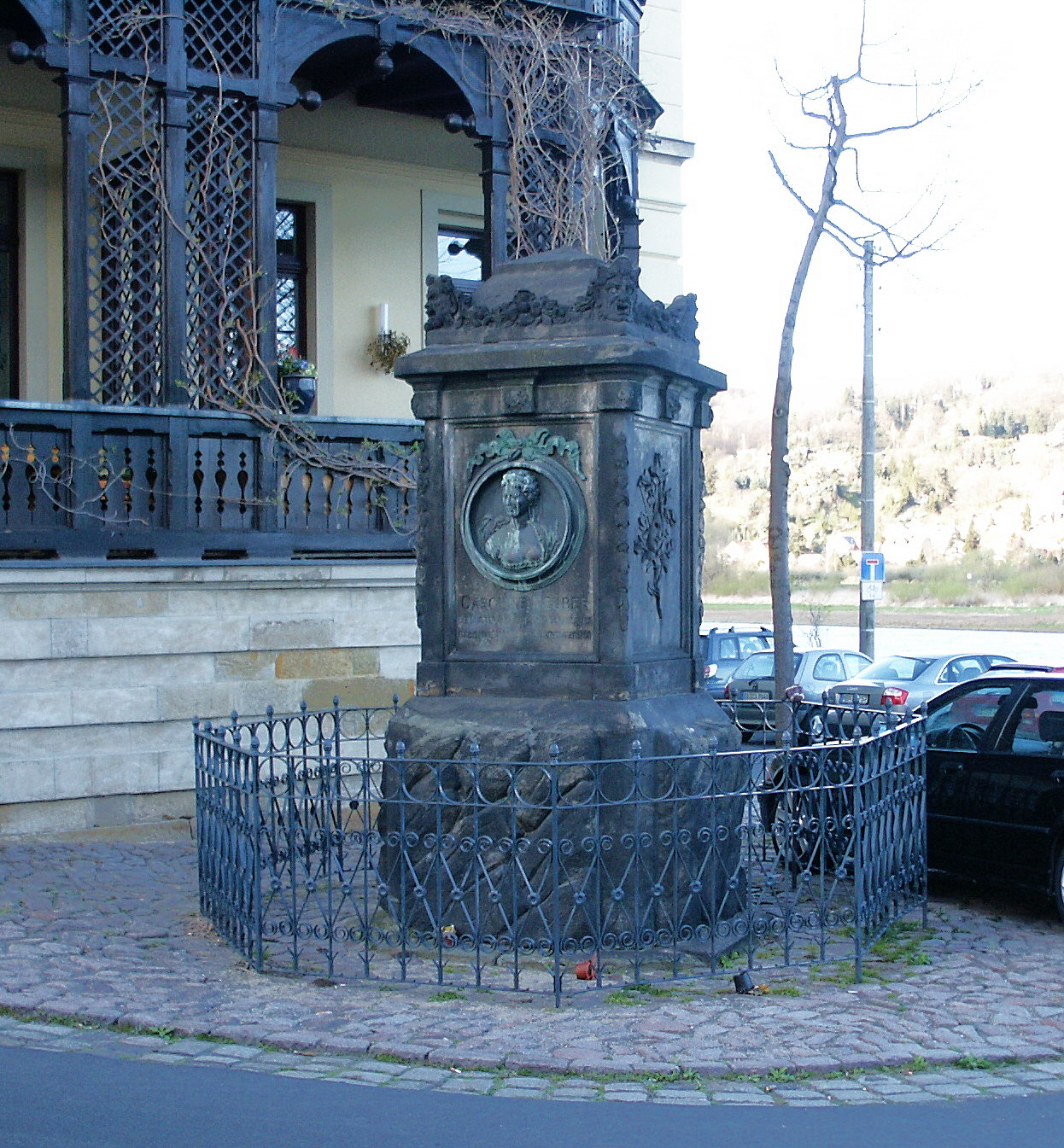
Upomínka na Carolinu Neuberovou v Drážďanech
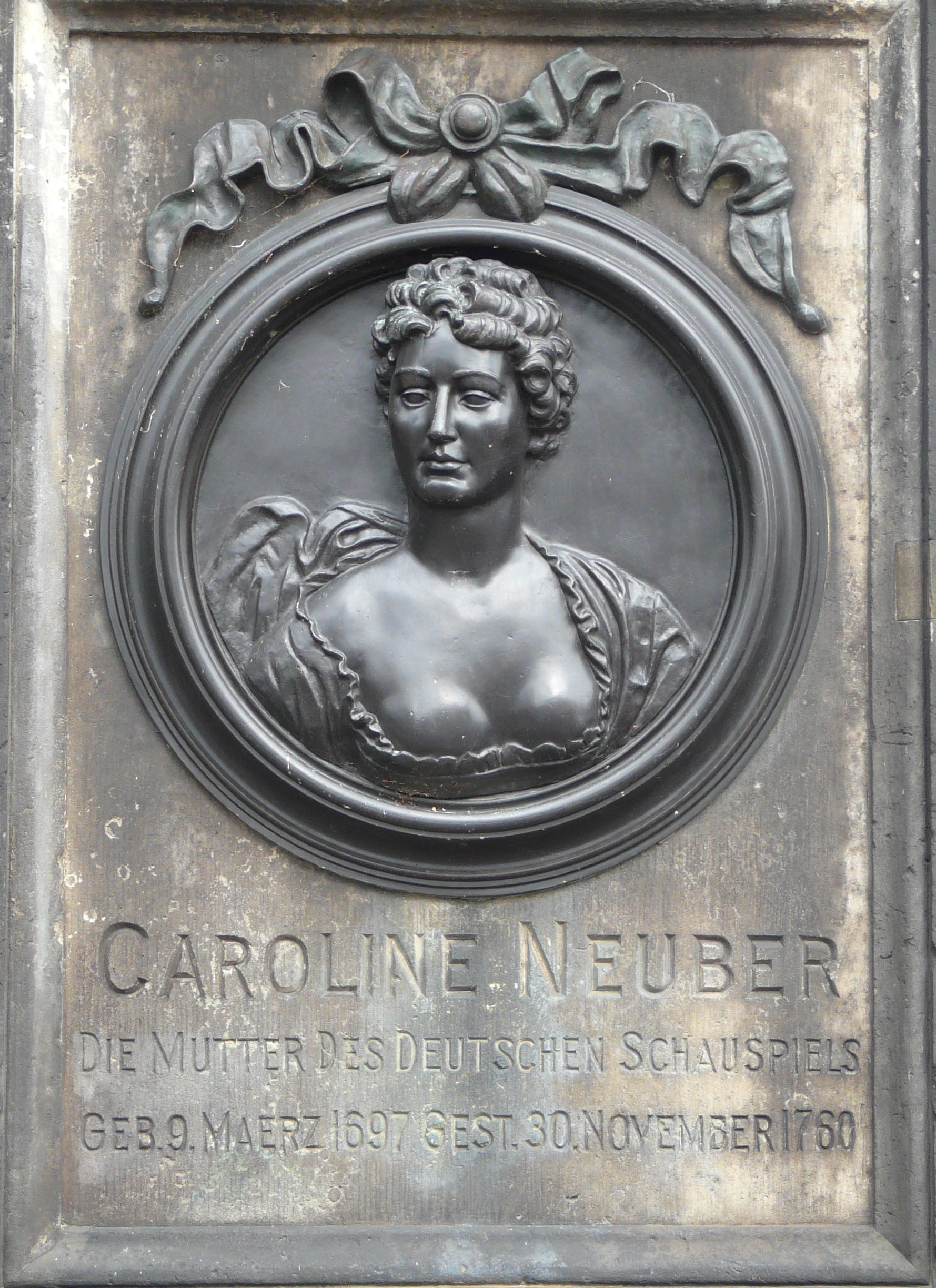
Detail popisku 'Die Mutter des deutschen Schauspiels'